# Horst Fischer
Horst Paul Silvester Fischer, född 31 december 1912 i Dresden, död 8 juli 1966 i Leipzig, var en tysk SS-läkare och Hauptsturmführer. Han var 1942–1944 lägerläkare i Auschwitz, där han varit inblandad i den så kallade selektionsprocessen för över 70 000 personer. Fischer avslöjades som krigsförbrytare över 20 år efter krigsslutet, och han halshöggs efter en skådeprocess i DDR:s högsta domstol 1966, som en av de sista att avrättas med giljotin i Tyskland eller utanför Frankrike. 

## Biografi
Fischer inträdde i Schutzstaffel (SS) år 1933 och i Nationalsocialistiska tyska arbetarepartiet (NSDAP) år 1937. Han var jämte Josef Mengele en av de högst uppsatta läkarna i förintelselägret Auschwitz-Birkenau, dit han kom i augusti 1942. Under andra världskrigets sista månader var han verksam vid SS-Wirtschafts- und Verwaltungshauptamt (SS-WVHA).
Fischer levde och verkade efter kriget i Östtyskland där han till slut upptäcktes, ställdes inför rätta som krigsförbrytare och halshöggs med giljotin i juli 1966. Fischer var den sista personen att avrättas med denna metod i DDR 1966, även om fem (mindre uppmärksammade) fall följde under 1967. Därefter introducerades skjutning genom nackskott som standardmetod i DDR.